# Thymus striatus
Thymus striatus  (Vahl), chiamato anche timo serpentino o imo bratteato, è una pianta appartenente alla famiglia delle Lamiaceae originaria del sud-Europa. Il nome deriva dal greco Thymia, (Profumo), per la sua fragranza e da striatus (striato), per le foglie bratteali con nervature evidenti sulla pagina inferiore.

## Descrizione
Si presenta come un piccolo arbusto cespuglioso, strisciante e legnoso alla base, alto fino a 15 cm. Le foglie sono lineari-filiformi, ma allargate alla base, rigide, ciliate e con fitti peli ghiandolari.
Cresce in luoghi erbosi aridi e sassosi dei piani collinare e montano, nella zona appenninica interna fino ai 2000 metri di altitudine. Il suo periodo di fioritura va da maggio a luglio.
Presenta proprietà officinali.